# Lepnica skalna
Lepnica skalna (Atocion rupestre (L.) Oxelman) – gatunek rośliny z rodziny goździkowatych (Caryophyllaceae). Występuje naturalnie w Europie. 

## Rozmieszczenie geograficzne
Rośnie naturalnie w Europie. Został zaobserwowany w takich państwach jak Hiszpania, Francja, Włochy, Słowenia, Chorwacja, Rumunia, Austria, Szwajcaria, Niemcy, Norwegia, Szwecja, Finlandia i Rosja (tylko europejska część). W Alpach spotykany jest tylko w Alpach Centralnych na rozproszonych stanowiskach. 

## Morfologia
PokrójRoślina dwuletnia dorastająca do 10–30 cm wysokości. Łodyga jest cienka, rozgałęziona, nielepka.
LiścieUlistnienie jest naprzeciwległe. Liście łodygowe mają jajowaty kształt i mierzą 2 cm długości.
KwiatyNieliczne, zebrane w luźne grona, rozwijają się na szczytach pędów, osadzone są na szypułkach. Pojedyncze kwiaty osiągają 1–1,5 cm średnicy. Na kielichu można zaobserwować 10 podłużnych żyłek. Płatków jest 5, mają białą lub różową barwę i sercowato wcięty kształt.
OwoceTorebki zawierające nasiona o okrągławym kształcie, bez ząbków na brzegach.
Gatunki podobneRoślina jest podobna do podgatunku lepnicy rozdętej S. vulgaris ssp. prostrata, który dorasta do około 40 cm wysokości. Jego łodyga jest jednak rozesłana i zdrewniała u nasady. Ponadto kielich jest rozdęty i ma czerwonawą barwę. Korona kwiatu mierzy 2 cm średnicy. W przeciwieństwie do lepnicy skalnej preferuje gleby bogate w wapń. Występuje na wysokości do 2000 m n.p.m.

## Biologia i ekologia
Rośnie na piargach, w szczelinach skalnych oraz na otwartych przestrzeniach. Preferuje podłoże ubogie w wapń i składniki pokarmowe. Występuje na wysokości od 1500 do 2500 m n.p.m. Kwitnie od maja do sierpnia. Kwiaty zapylane są przez muchówki, motyle i trzmiele. Jedna roślina wytwarza około 1000 nasion, które są roznoszone przez wiatr.